# Schlacht von Anchialos (763)
Die Schlacht von Anchialus (763) (bulgarisch Битката при Анхиало) war eine Auseinandersetzung im Jahre 763 zwischen dem byzantinischen Reich und dem bulgarischen Reich. Die Schlacht endete mit einem klaren byzantinischen Sieg.

## Vorgeschichte
Nach dem Sieg in der Schlacht am Rischkipass  zog sich der bulgarische Khan Winech zurück und unterbreitete den Byzantinern ein Friedensangebot. Aufgrund seines zögerlichen Verhaltens wurde Winech jedoch ermordet und Telez folgte ihm auf den Thron nach. Telez begann nach der Thronbesteigung die Grenzgebiete des byzantinischen Reiches mit seiner Kavallerie zu verwüsten. Konstantin V. hob daraufhin eine Armee aus, verlud diese auf etwa 800 Schiffe und landete mit dieser Streitmacht in Anchialos.

## Die Schlacht
Der bulgarische Khan blockierte die Gebirgspässe rund um Anchialos mit seinen Truppen und besetzte gut zu verteidigende Höhen in der Nähe der Stadt. Seine Ungeduld und Selbstüberschätzung ließen jedoch die Byzantiner angreifen. Die Schlacht dauerte etwa von zehn Uhr morgens bis Sonnenuntergang. Beide Seiten hatten hohe Verluste zu verzeichnen, viele byzantinische Adlige und Anführer starben in der Schlacht. Schlussendlich konnten die Byzantiner jedoch den Sieg davontragen. Telez und seine wenigen verbliebenen Truppen flüchteten vom Schlachtfeld. Konstantin kehrte nach dem Sieg nach Konstantinopel zurück, feierte seinen Triumph und tötete alle Gefangenen der Schlacht. Telez wurde zwei Jahre nach der Schlacht, aufgrund seines Versagens auf dem Schlachtfeld, ermordet.

## Folgen
Die Byzantiner konnten jedoch den strategischen Vorteil, den sie nach dem Sieg erreicht hatten, nicht nutzen. Nach einer Reihe von weiteren kleineren Grenzzwischenfällen kam es 792 zur Schlacht von Marcellae, welche die Byzantiner verloren, und die ursprüngliche Grenzziehung von 718 zwischen beiden Reichen wurde wieder hergestellt.

## Quelle
- Nicephorus. Opuscula historia, p.69-70